# Franciszek Gabryl
Franciszek Gabryl (ur. 9 marca 1866 w Wieprzu, zm. 6 stycznia 1914 w Krakowie) – polski duchowny katolicki, teolog, filozof, psycholog, profesor i rektor Uniwersytetu Jagiellońskiego w Krakowie.

## Życiorys
Gimnazjum ukończył w Wadowicach, a w 1890 Wydział Teologiczny Uniwersytetu Jagiellońskiego w Krakowie. Był wikariuszem w Bieńkówce i Skawinie. Doktorat z teologii uzyskał w roku 1892 w Wiedniu. Celem dalszego wykształcenia się wyjechał za granicę. Pracował w Rzymie, Fryburgu, Lowanium i Wrocławiu, poświęcając się studiom filozoficznym i apologetycznym. Na tej podstawie napisał dzieło Nieśmiertelność duszy w świetle rozumu i nowoczesnej nauki. W 1896 rozpoczął pracę na Uniwersytecie Jagiellońskim, rok później uzyskał  docenturę. W roku 1898 został profesorem nadzwyczajnym, a w 1902 zwyczajnym. W roku akademickim 1907/1908 był rektorem UJ. Z racji pełnionej funkcji w 1907 jako poseł wirylista uczestniczył w III sesji VIIII kadencji Sejmu Krajowego Galicji. W trakcie studiów uczył się pod kierunkiem znanego logika i teologa kardynała Merciera. Był jednym z głównych przedstawicieli neoscholastyki w Polsce i autorem wielu dzieł z tej dziedziny. Był członkiem Akademii Umiejętności w Krakowie.
Pochowany na Cmentarzu Rakowickim w Krakowie, kwatera PAS AD-płd-po lewej Bujaków.

## Najważniejsze prace
- O kategoryach Arystotelesa, Kraków 1897;
- Metafizyka ogólna, Kraków 1903;
- Filozofia przyrody, Kraków 1910; Logika ogólna (1912) i
- Polska filozofia religijna w wieku XIX, Warszawa 1914.